# Barbie as the Island Princess
Barbie as the Island Princess (Barbie como la princesa de la isla en Latinoamérica y Barbie en la princesa de los animales en España), es la séptima película de Barbie como princesa. Es una película musical animada por computadora del año 2007 directo a vídeo. Además, es la primera película de Barbie animada por Mainframe Entertainment bajo el nombre de Rainmaker Animation. La película cuenta con la voz de Kelly Sheridan como Rosella. 
La banda sonora de esta película fue compuesta por Arnie Roth. Las canciones de la película fueron escritas por Megan Cavallari, Amy Powers y el productor ejecutivo Rob Hudnut.

## Sinopsis
La historia se centra en Ro, una valiente y hermosa chica huérfana que naufragó en una isla tropical cuando era muy pequeña y que fue criada por varios animales: Sagi, un panda rojo sabio, Azul, un pavo real extravagante y Tika, una bebé elefante por lo que ella desarrolla la habilidad de hablar con los animales. Sin embargo, no recuerda nada de su pasado antes del naufragio y su única pista son un cofre lleno de pertenencias con una placa rota (Ro. Por lo que los animales deciden llamarla así) y una bandera de tiras con una rosa blanca.
Diez años después, un apuesto príncipe llamado Antonio descubre la isla de Ro. Ella le salva la vida cuando los cocodrilos los atacan a él y su amigo, Frazer. Agradecido por su ayuda, Antonio pregunta a Ro si le gustaría volver con él a su reino, Apolonia. Con la esperanza de descubrir su pasado, Ro acepta, siempre y cuando su familia pueda venir con ella. Durante el viaje de regreso, Ro y Antonio se enamoran. 
Cuando llegan al reino, Antonio presenta a Ro a sus padres, el Rey Peter y la Reina Daniella, así como a sus hermanas, las trillizas Rita, Gina y Sofía. Mientras que las niñas de inmediato se llevan bien con Ro y sus animales, Daniella no está segura de qué pensar de Ro, mientras que Peter no la aprueba en absoluto. El rey se vuelve aún más perturbado por el evidente amor de su hijo hacia la chica "incivilizada" de la isla . Ro, sin embargo, gana la amistad inmediata de la mascota de Daniella, una monita blanca llamada Tallulah. 
Peter está decidido a que su hijo aventurero debe establecerse y casarse, por lo que durante su ausencia arregló el matrimonio de su hijo con Luciana, una bella princesa de un reino vecino. Sin embargo, y por suerte Luciana no desea casarse con alguien que no la ama, pero se ve obligada a ser una marioneta en los planes de su ambiciosa madre, la Reina Ariana. Desconocido para todos, Ariana planea gobernar Apolonia debido a su resentimiento contra el rey Peter, quien aparentemente le arruinó la vida a ella y a su familia cuando era pequeña. Sin embargo, pronto ve a Ro como una amenaza para sus planes y trata de hacerla desaparecer. 
En los días siguientes, Ro intenta agradar a los padres de Antonio, pero debido a la interferencia de Ariana, todo termina en un desastre. Ro se siente fuera de lugar en Apolonia y piensa regresar a su isla, pero su amor por Antonio y la determinación para saber sobre su pasado, la convencen para quedarse. Tratando de levantarle el ánimo, Sagi, Azul, Tika y Tallulah le ayudan a confeccionar su vestido para el baile real que celebra el enlace de Antonio y Luciana, quienes en el transcurso del mismo descubren que siguen sin tener nada en común. Gracias a los esfuerzos de sus amigos, Ro lleva un vestido espectacular, mientras que su gracia deja impresionado a todos los invitados, incluyendo a Peter. 
Cuando Antonio le profesa su amor a Ro, ella le recuerda su promesa hacia Luciana. Después de un baile juntos, ella se va, decidida a partir hacia su isla. Su partida se ve momentáneamente interrumpida cuando ve las banderas de un carruaje fuera del castillo que lleva una rosa blanca, el mismo diseño que tiene el baúl de Ro y que resulta ser el emblema de reino vecino llamado Paladia. Sin embargo, le informan que los reyes sólo tuvieron hijos, no hijas. 
Harto de los intentos de su padre para empujarlo hacia el matrimonio, Antonio escribe una nota para Ro, diciendo que él quiere huir con ella en lugar de casarse con Luciana. Tika que estaba escondida entre unas plantas, lo escucha y decide ocultar la nota de Antonio, por temor a que Ro la abandone. 
Como parte de su plan para deshacerse de Ro, Ariana le ordena a sus tres ratas mascotas poner una hierba del sueño llamada "hierba del atardecer" en la comida de todos los animales en el reino. Al día siguiente, los animales, incluida Tallulah, no son capaces de despertar y Peter culpa a Ro por esto y la manda al calabozo. El guardia les lleva comida que tiene Hierba del atardecer y Azul también cae en un profundo sueño. Cuando Antonio pide su liberación, Peter dice que liberará a Ro y la devolverá a la isla, si Antonio se casa con Luciana.
Ro es liberada y enviada en un bote que la llevará de vuelta a su isla. En el viaje, Tika confiesa que escondió la nota que le dejó Antonio, y Ro la perdona.  De pronto, todo el grupo es arrojado por la borda intencionalmente, ya que Ariana le había pagado a uno de los marineros para hacerlo. Cuando Tika y Sagi están por ahogarse en las heladas aguas del océano, Ro recuerda su naufragio: de niña, en una fuerte tormenta, se cayó por la borda del barco, mientras un hombre (posiblemente su padre) gritaba su nombre: "Rosella". Habiendo recuperado su memoria, Ro se las arregla para llamar a los delfines y estos les ayudan a regresar a Apolonia. 
Momentos antes de que Antonio y Luciana se casen, Ariana pone Hierba del Atardecer en el pastel de bodas y a toda la comida. Un pajarito, ve a al reina y avisa a Ro, que rápidamente comienza a hacer una tónico de rosas para despertar a los animales. Estando a punto de despertar a Azul, los guardias del rey llegan y la descubren. Sagi se escapa y toma el antídoto para Tallulah. Uno de los guardias trata de atraparlo, pero Tika lo detiene. El otro guardia está a punto de llevar a Ro de nuevo a los calabozos. 
Antonio, Luciana, los padres de Antonio, Ariana y sus invitados van al invernadero para la ceremonia. Antonio se alegra al ver a Ro de nuevo y ella explica apresuradamente que Ariana puso la Hierba en la comida de los animales y que puede curarlos. Al principio nadie le cree, pero luego Tallulah aparece con Sagi, que muestra que Ro está diciendo la verdad. Ariana niega las acusaciones, pero Luciana la sorprende confirmando la historia de Ro, argumentando que su madre le había dicho que no comiera ningún alimento de la boda. Expuesta, Ariana trata de escapar en un carruaje, pero después de una persecución, es finalmente detenida y capturada por caer en el lodo de los cerdos. 
Peter se disculpa con Ro y su hijo. Él da su bendición a la pareja y abraza a Ro. Ella le dice a la familia real que su verdadero nombre es Rosella. Una invitada que está detrás de ellos, Marissa, la reina de Paladia oye a Ro y le dice que ella tuvo una hija llamada Rosella, a la que perdió durante una tormenta en altamar. Ro se queda pensativa y luego empieza a cantar una canción de cuna que conocía desde que era pequeña. Marissa se une para completar la canción, dándose cuenta de que Ro es su hija perdida. Antonio, sus padres y los animales de Ro (incluyendo a Azul ahora despierto) ven como madre e hija se abrazan. Ro y Antonio se casan finalmente, teniendo a Luciana y su nuevo prometido como testigos. Ro y Antonio, se despiden de todo el reino y parten hacia la isla con Sagi, Azul, Tika y Tallulah en un barco.

## Personajes
- Ro/Princesa Rosella: es la protagonista de la película. De pequeña naufragó en una isla, siendo criada por Sagi, Azul y Tika, un panda rojo, un pavo real y una elefante, respectivamente. Debido a esto, desarrolló la capacidad de hablar con los animales. Es una chica bella y sencilla además de valiente, decidida e independiente.

- Príncipe Antonio: príncipe heredero del reino de Apolonia. Es aventurero y curioso, lo cual lo lleva a explorar un sinfín de tierras exóticas. Conoce a Ro cuando ella lo salva de ser atacado por cocodrilos y acaba enamorado de ella.

- Princesa Luciana: es una princesa de un reino vecino. Bella, culta, de nobles sentimientos y caracterizada por tener un corazón de oro, es obligada por su madre a casarse con Antonio, a pesar de que ella no lo ama. Se hace amiga de Ro.

- Tika: es una bebé elefante. Adora a Ro como a una hermana mayor y debido a esto, siente cierto nivel de celos por la atención que su amiga le presta a Antonio y su evidente amor por él. Sin embargo, lo que de verdad siente es temor a que Ro la olvide a ella y a sus compañeros.

- Sagi: es un sabio panda rojo y la voz de la razón dentro de la familia. Quiere mucho a Ro y suele darle consejos cuando ella se siente insegura ante una situación.

- Azul: es un elegante pavo real; debido a su vistoso aspecto suele ser un tanto egocéntrico y se autonombró príncipe de los pavos reales. A pesar de ello, es un buen amigo y quiere mucho a Ro.

- Tallulah: es una pequeña mona blanca y mascota de la Reina Daniella. Se convierte en compañera y amiga de juegos de Ro.

- Rey Peter: El rey de Apolonia, padre del príncipe Antonio. Inmediatamente rechaza el enamoramiento de su hijo con Ro, por considerarla "incivilizada"o "salvaje".

- Reina Daniella: madre a Antonio y esposa del Rey Peter. También adora a los animales y consiente mucho a Tallulah. Aunque no rechaza del todo a Ro, no está muy segura de aceptarla como esposa para su querido hijo.

- Reina Ariana: es la madre de Luciana, con una personalidad muy diferente a su hija. Ella es frívola, calculadora, le encantan los lujos y solo se preocupa por ella misma. Siente un gran resentimiento contra el Rey Peter, ya que él aparentemente le arruinó la vida a ella y a su familia cuando era niña, además de obligarles a cuidar a los animales de la granja, sobre todo a los cerdos, por esto obliga a su hija a casarse con el príncipe, con el fin de "envenenarlos" con una planta para hacerlos dormir, y así su hija (y sobre todo ella) tomen el poder del reino.

- Reina Marissa: es la madre desconocida de Rosella y la reina de Paladia. Su marido murió en el naufragio en el que perdió a Rosella y desde ese día la había buscado incansablemente. Sin embargo, cuando sus esfuerzos no dieron resultados decidió aceptar que su hija también había fallecido.

- Rita, Sofía y Gina: Son las pequeñas hermanas trillizas del príncipe Antonio. Se hacen amigas de Ro y sus animales.

- Frazer: Es el amigo y compañero de aventuras del príncipe Antonio.

- Nat, Pat y Matt: Son las ratas mascota de la Reina Arianna que colocan un somnífero a todos los animales del reino de Apolonia, pero finalmente son ayudados por Ro y sus amigos.

## Reparto
| Personajes                   | Voz Original Estados Unidos              | Doblaje en Latinoamérica                      | Doblaje en España                             | Seiyuu en Japón                           |
| ---------------------------- | ---------------------------------------- | --------------------------------------------- | --------------------------------------------- | ----------------------------------------- |
| Barbie/"Ro"/Princesa Rosella | Kelly Sheridan Melissa Lyons (Canciones) | Melanie Henríquez Andreína Beiner (Canciones) | Mar Bordallo Paloma Blanco (Canciones)        | Yumi Kakazu Nana Kitade (Canciones)       |
| Príncipe Antonio             | Alessandro Juliani                       | Luis Carreño Johnny Sigal (Canciones)         | José Manuel Rodríguez Pablo Perea (Canciones) | Daisuke Kishio Junji Majima (Canciones)   |
| Sagi                         | Christopher Gaze                         | Ottoniel Poveda                               | Tony Cruz                                     | Akio Ōtsuka Yūki Kaji (Canciones)         |
| Azul                         | Steve Marvel                             | Angel Balam Gilberto Bermúdez (Canciones)     | Miguel Ángel Varela                           | Akio Suyama Taku Yashiro (Canciones)      |
| Tika                         | Susan Roman                              | Rebeca Aponte                                 | Ana Esther Alborg                             | Eri Kitamura Takako Matsu (Canciones)     |
| Rey Peter                    | Russell Roberts                          | Daniel Jiménez                                | Chema Lara                                    |                                           |
| Reina Daniella               | Patricia Drake                           | Isabel Vara                                   | Laura Palacios                                |                                           |
| Tallulah                     | Bets Malone                              | María José Estévez Hana Kobayashi (Canciones) | Isabel Malavia                                | Mariya Ise Asuka Nishi (Canciones)        |
| Rita, hermana de Antonio     | Britt McKillip                           | Leisha Medina                                 | Belén Rodríguez                               |                                           |
| Gina, hermana de Antonio     | Carly McKillip                           | Yasmil López                                  | Andrea Rius                                   |                                           |
| Sofía, hermana de Antonio    | Chantal Strand                           | Yensi Rivero                                  | Carmen Cervantes                              |                                           |
| Reina Ariana                 | Andrea Martin                            | Maythe Guedes Pimpi Santiesteban (Canciones)  | Luisa Ezquerra Cani González (Canciones)      | Kotono Mitsuishi Takako Matsu (Canciones) |
| Princesa Luciana             | Candice Nicole                           | María José Estévez                            | Isabel Malavia Araceli Lavado (Canciones)     | Mamiko Noto Nana Kitade (Canciones)       |
| Reina Marissa                | Kate Fisher                              | Rebeca Aponte Claudia Álvarez (Canciones)     | Araceli Lavado                                |                                           |

## Lanzamiento en DVD
En octubre del 2007 en México se lanzó una edición limitada de la película que contiene el video Debo Saber, tema principal de la película, interpretado por la cantante mexicana Belinda.

## Banda sonora
| N.º | Título en inglés        | Título en español            | Intérpretes |
| --- | ----------------------- | ---------------------------- | --- |
| 1   | "Here on my Island"     | "Aquí en mi Isla"            | Christopher Gaze, Melissa Lyons, Steve Marvel y Susan Roman (Inglés)                                                  |
| 2   | "Right Here in my Arms" | "En mis Brazos"              | Melissa Lyons (Inglés)                                                                                                |
| 3   | "I Need to Know"        | "Quiero saber"               | Alessandro Juliani y Melissa Lyons (Inglés)                                                                           |
| 4   | "Love is for Peasants"  | "Tan solo aman los palurdos" | Andrea Martin y Candice Nicole (Inglés)                                                                               |
| 5   |                         | "Al bailar"                  | |
| 6   | "Always More"           | "Siempre más"                | Melissa Lyons (Inglés)                                                                                                |
| 7   | "The Rat Song"          | "Canción de las ratas"       | Andrea Martin, Ian James Corlett y Scott Page-Pagter (Inglés)                                                         |
| 8   | "When we have Love"     | "Cuando se ama"              | Alessandro Juliani, Bets Malone, Candice Nicole, Christopher Gaze, Kate Fisher, Melissa Lyons y Steve Marvel (Inglés) |

## Cameos
En esta película aparecieron algunas de las hermanas de Genevieve de la película Barbie y las 12 princesas bailarinas.Además, cuando "Ro" busca algún vestido para el baile, Tallulah le muestra el vestido de Genevieve. Cuando Antonio lleva a "Ro" a su reino, aparece un loro idéntico al que apareció en la película Barbie y las 12 princesas bailarinas y cuando las ratas echan hierba del atardecer en la comida de los animales se puede ver al gato Wolfie de la película Barbie, la princesa y la plebella.